# Сарбаш, Григорий Семёнович
Григорий Семёнович Сарбаш — советский хозяйственный, государственный и политический деятель, Герой Социалистического Труда. Член КПСС с 1944 года.

## Биография
Родился в 1918 году в селе Новоянисоль.
С 1934 года — на хозяйственной, общественной и политической работе. В 1934—1978 гг. — тракторист на машинно-тракторной станции, красноармеец ВВС, участник Великой Отечественной войны, механик авиационный старший 3-й эскадрильи в 56-м истребительном авиационном полку 194-й истребительной авиационной дивизии, участник восстановления Днепровской гидроэлектростанции, комбайнёр, бригадир колхоза «Ленинская правда» Михайловского района Запорожской области Украинской ССР.
Указом Президиума Верховного Совета СССР от 30 апреля 1966 года присвоено звание Героя Социалистического Труда с вручением ордена Ленина и золотой медали «Серп и Молот».
Делегат 23-го съезда КПСС.
Умер в Михайловке в 2000 году.